# NGC 7638
NGC 7638 este o galaxie situată în constelația Pegas. A fost descoperită în 8 august 1880 de către .